# Dirades kosemponicola
Dirades kosemponicola är en fjärilsart som beskrevs av Embrik Strand 1916. Dirades kosemponicola ingår i släktet Dirades och familjen Uraniidae. Inga underarter finns listade i Catalogue of Life.